# Underi
Underi (également appelée Jaidurg) est une île fortifiée près de l’embouchure du port de Bombay au sud du phare de Prong. C’est un fort compagnon de Khanderi et il se trouve actuellement dans le district de Raigad, Maharashtra. Ces îles de Khanderi et Underi ont servi de point de repère pour les navires entrant dans le port de Bombay. Underi est plus petit que Khanderi.
La fortification a été construite par Kahim des Siddis en 1680 de notre ère.